# František Ignác Prée

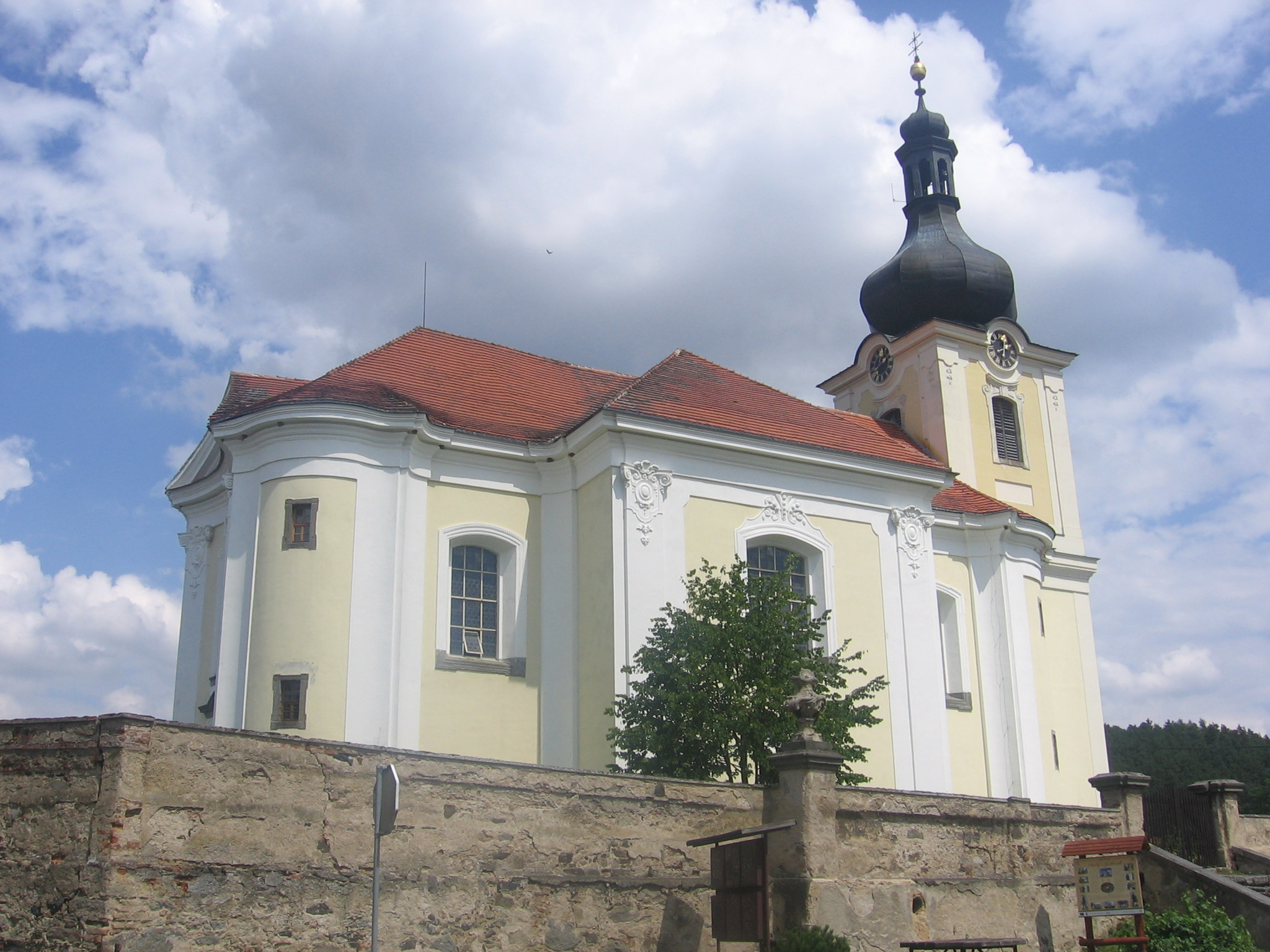
František Ignác Prée: kostel v Žinkovech

František Ignác Prée (kolem 1702 – asi 12. května 1755 Kuncberk) byl český barokní stavitel a architekt, žák a spolupracovník Františka Maxmiliána Kaňky. Vlastní živnost mohl provozovat od roku 1726, roku 1727 se stal druhým stavitelem Jana Josefa Valdštejna.

## Dílo
Dílo je ovlivněno především F. M. Kaňkou a má klasicizující charakter, v detailech se po roce 1730 projevují i vlivy dynamického baroka K. I. Dientzenhofera.
- kostelíky na křivoklátských panstvích blízké Kaňkovu kostelu sv. Máří Magdalény v Novém Domě a kostelu sv. Mikuláše v Žerčicích[1]
  - Třtice, kostel sv. Mikuláše (1728–1730)
  - Lubná, kostel sv. Jiří (1731)
  - Městečko, kostel sv. Jakuba (1733–34)
  - Lužná, kostel sv. Barbory (po 1750)
  - Hředle, kostel Všech Svatých – zřejmě návrh stavby
- Rejšice, kostel sv. Jiljí (1732–1735)
- Semčice, kostel sv. Prokopa (po 1749)
- Žinkovy, kostel sv. Václava (1735)
- Hlohovice, kostel Nejsvětější Trojice (1727-34)
- Praha-Staré Město, Mansfeldský palác (1735 – převzat rozestavěný)